# Aventino

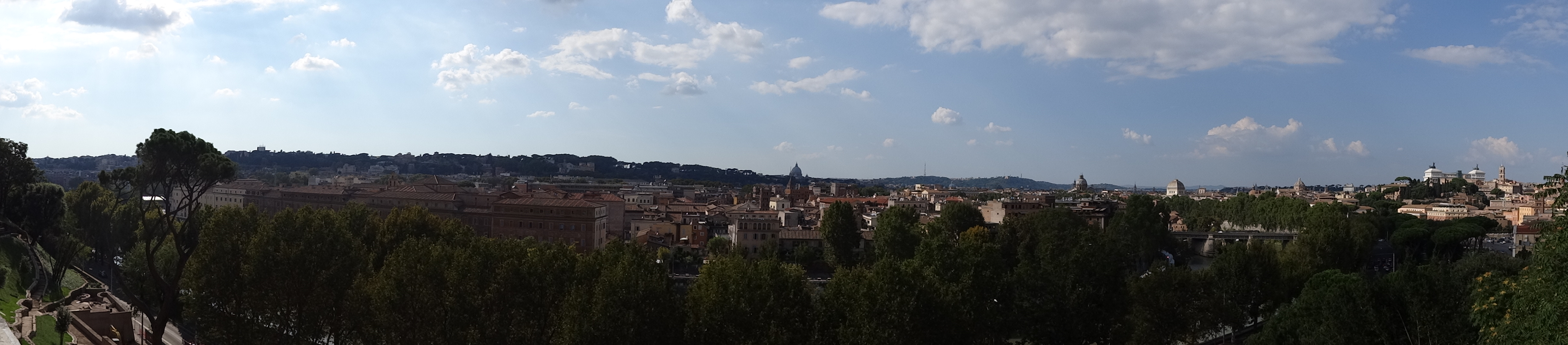
Panorama completo di Roma dall'Aventino

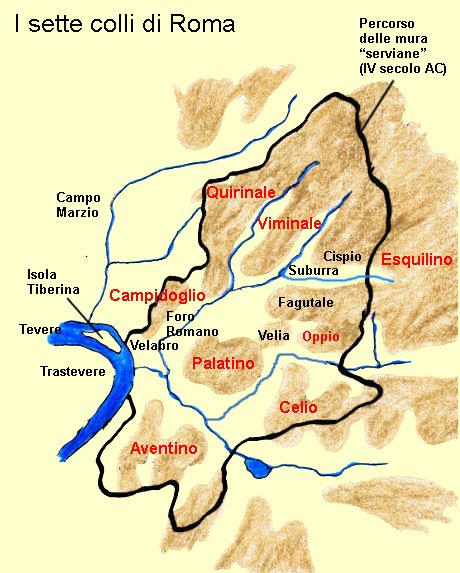
I sette colli di Roma: Aventino, Campidoglio, Celio, Esquilino, Palatino, Quirinale, Viminale

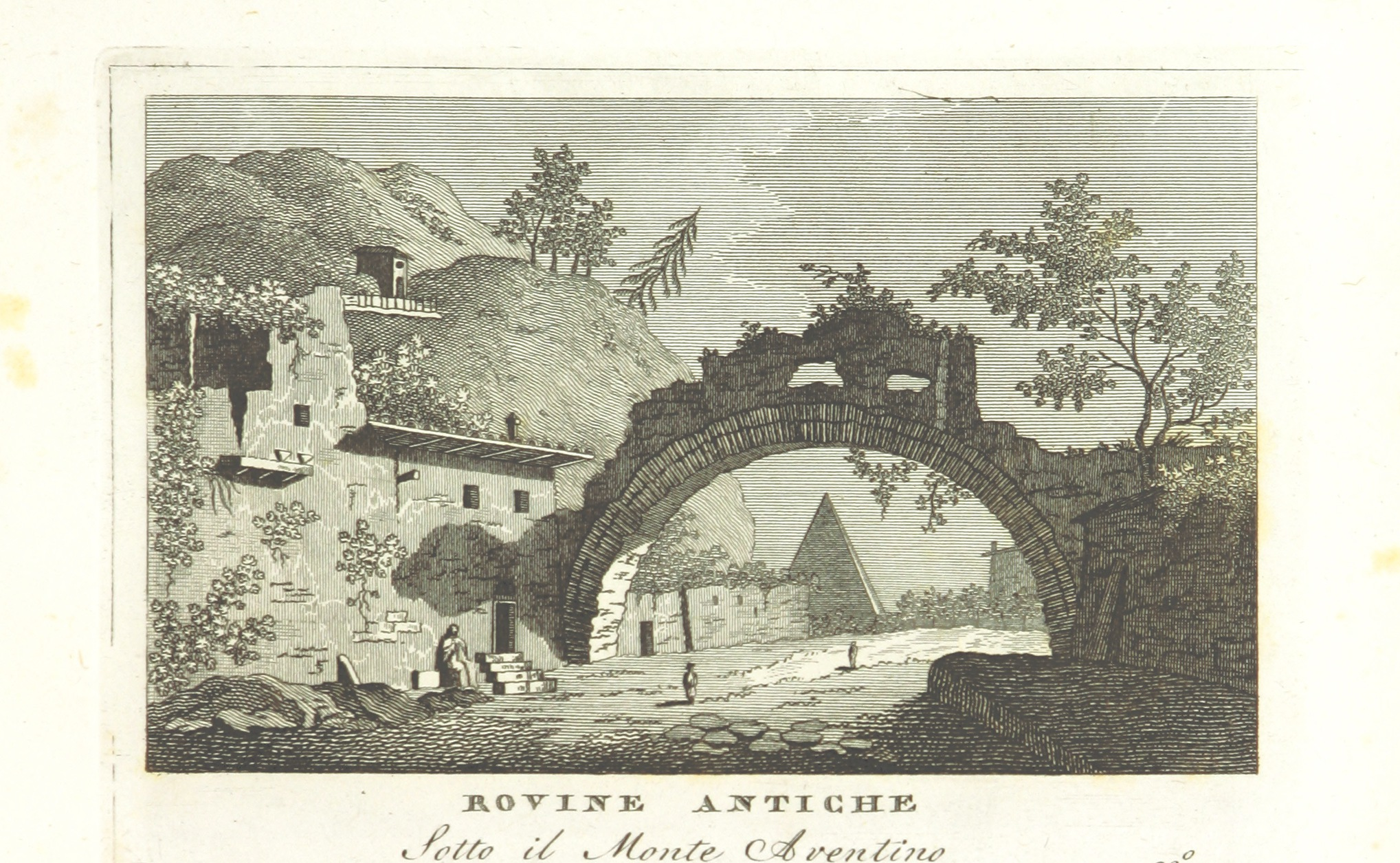
Rovine alle pendici dell'Aventino in una pubblicazione del 1820

L'Aventino è uno dei sette colli su cui venne fondata Roma, il più a sud. Si tratta di una collina di forma più o meno trapezoidale, dalle pendici ripide, che arriva a sfiorare il Tevere. Tra i sette colli era quello più isolato e di accesso più difficile. Verso est, tramite una sella, è collegato a un altro piccolo colle, chiamato "Piccolo Aventino". La sua altezza massima è di 46,6 m s.l.m. (davanti alla chiesa dei Santi Bonifacio e Alessio).

## L'Aventino (mons Aventinus) in epoca romana
Incerta è l'etimologia del nome, che potrebbe derivare da quello del re Aventino, uno dei re di Albalonga discendenti da Enea, o dalle locuzioni ab adventu hominum che era la denominazione di un tempio dedicato a Diana, o da ab advectu, ossia trasportato su acqua a causa delle paludi che lo circondavano, o ancora, secondo Nevio, da ab avibus per gli uccelli che vi si dirigevano dal Tevere per fornire gli auguri a Remo, o infine per l'avena che vi si coltivava e di cui si faceva commercio nel mercato della valle sottostante.
La zona si divideva in un "Aventino" vero e proprio, tra il fiume Tevere e la valle in cui sorse il Circo Massimo e "Aventino minore" (attualmente "San Saba"). In età repubblicana entrambi i settori all'interno delle Mura serviane sembrano essere stati compresi nella denominazione "Aventino", ma con la suddivisione augustea della città in 14 regioni furono suddivisi tra le regioni XIII (poi Aventinus) e XII (Piscina Publica).

### Epoca arcaica
Nei miti relativi alla fondazione di Roma è legato alla leggenda di Ercole e Caco e alla figura di Remo, che lo scelse come luogo da cui avvistare gli uccelli in volo nella disputa con il fratello Romolo per la scelta del luogo di fondazione.
Il colle fu poi inserito nella città ai tempi di Anco Marzio, che l'avrebbe popolato con i profughi delle città da lui conquistate (Ficana, Medullia, Tellenae e Politorium) e ricevette una prima fortificazione indipendente, perché fosse più difendibile dagli attacchi dei nemici. Il colle viene descritto come basso e largo al perimetro 18 stadi, coperto da una fitta selva di svariate specie di alberi, tra i quali spiccavano quelli di Lauro.
Più tardi era all'interno della prima cinta muraria del VI secolo e successivamente delle repubblicane mura serviane, pur restando fuori del pomerio fino all'età di Claudio. Grazie alla sua particolare posizione nei pressi del porto fluviale (Emporium), l'Aventino divenne sede di una nutrita colonia mercantile di stranieri.

### Epoca repubblicana
Fu tradizionalmente sede dei plebei, contrapposta al Palatino sede del patriziato: con la Lex Icilia de Aventino publicando, del 456 a.C. l'area del colle fu distribuita tra i plebei per costruirvi case, rimediando ad una precedente occupazione di suoli di proprietà pubblica da parte dei patrizi, che aveva scatenato proteste e rivolte. Il colle ebbe quindi il carattere di quartiere popolare e mercantile (anche per la sua posizione presso l'antico porto fluviale dell'Emporium). Per il suo carattere plebeo il colle fu anche la sede dell'estrema difesa del tribuno della plebe Gaio Sempronio Gracco nel 123 a.C.
In epoca repubblicana vissero nel quartiere i poeti Ennio e Nevio. La vita economica della città nel frattempo si era spostata dall'antichissimo ma piccolo Foro Boario alla pianura a sud dell'Aventino, dove dall'inizio del II secolo a.C. vennero costruiti il nuovo porto fluviale (Emporium), l'enorme Porticus Aemilia e i grandi magazzini e depositi degli Horrea Galbana, Lolliana, Aniciana, Seiana e Fabaria, oltre al mercato del pane (Forum Pistorium). La via Marmorata reca traccia di uno dei più importanti prodotti che qui transitavano dopo essere sbarcati: il marmo. Alle spalle di questi edifici si venne formando il Monte Testaccio, una collina artificiale alta 30 metri, nata dall'accumulo dei cocci delle anfore portate a Roma come tributi pagati da tutte le province dell'Impero.

### Epoca imperiale

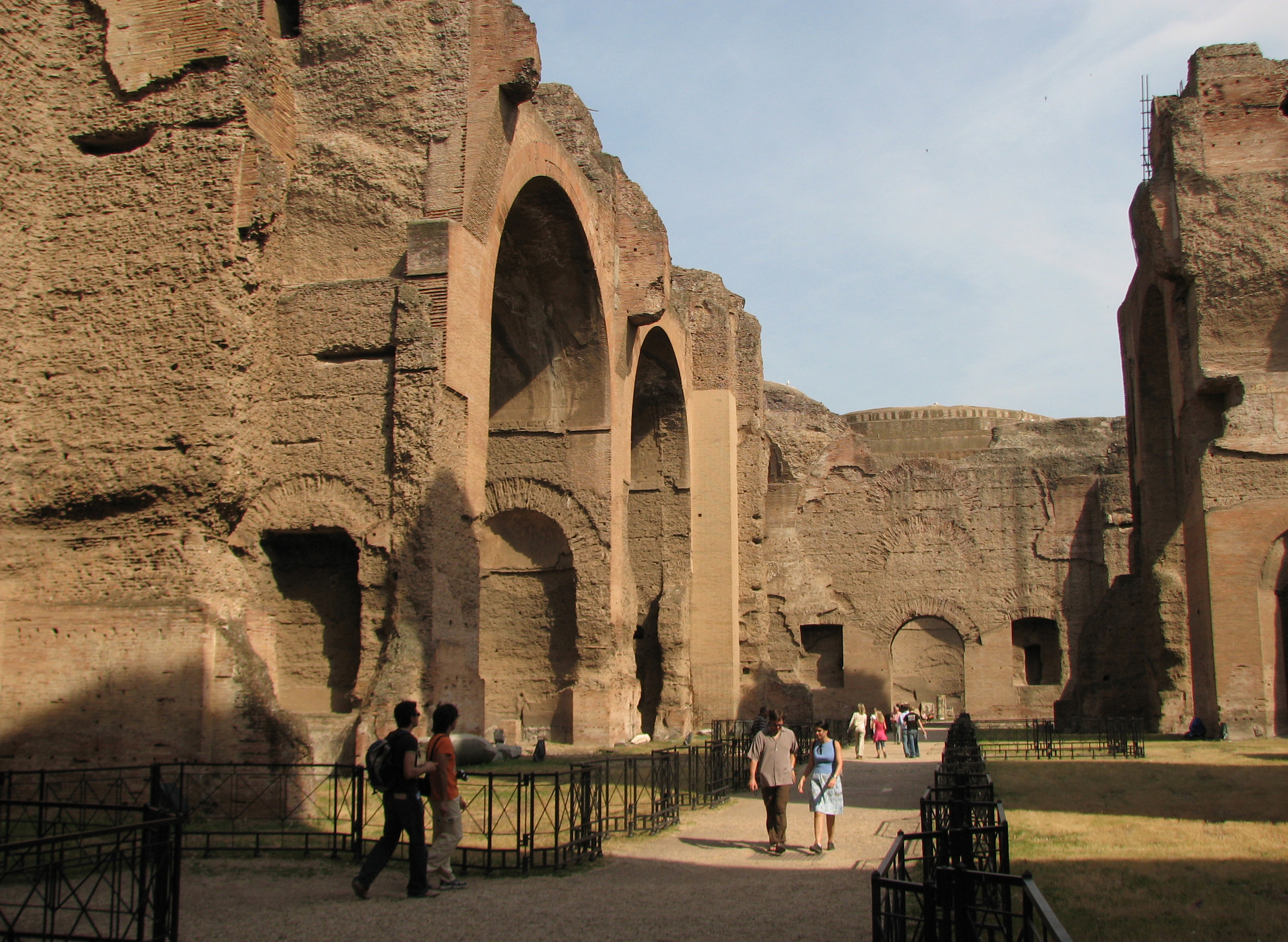
Le Terme di Caracalla

In età imperiale il carattere del colle mutò e divenne sede di numerose residenze aristocratiche, tra le quali le case private di Traiano e di Adriano prima che divenissero imperatori (privata Traiani e privata Hadriani) e di Lucio Licinio Sura, amico di Traiano. Vi vissero inoltre l'imperatore Vitellio e il praefectus urbis Lucio Fabio Cilone, al tempo di Settimio Severo.
Questo nuovo carattere di quartiere aristocratico fu probabilmente la causa della sua totale distruzione durante il sacco di Roma di Alarico I nel 410. Parlano del quartiere anche alcune lettere di Sofronio Eusebio Girolamo.
La popolazione più povera si era nel frattempo spostata più a sud, nella pianura vicina all'Emporium e sull'altra riva del Tevere.

### Viabilità antica
Il Vicus Piscinae Publicae (odierno viale Aventino) segnava il confine tra le due Regiones augustee del colle. Il suo prolungamento oltre le mura serviane si chiamava Vicus Portae Raudusculanae (oggi viale della Piramide Cestia).
La prima strada carrozzabile che permise la salità sulla collina fu il Clivus Publicius (Clivo dei Publici), che saliva dal Foro Boario e continuava lungo l'attuale via di Santa Prisca fino al Vicus Piscinae Publicae. Da esso si staccava un'altra strada antica, chiamata probabilmente Vicus Armilustri (attuale via di Santa Sabina), che andava verso sud fino alla Porta Lavernalis nelle mura. Inoltre un'altra via antica usciva dalla Porta Trigemina lungo una strettoia tra Aventino e Tevere, per poi seguire il percorso dell'attuale via Marmorata e dare infine origine alla via Ostiense.

### Edifici antichi
Vi sorgeva inoltre la caserma (statio) della IV coorte dei vigili e gli edifici termali delle thermae Suranae, di epoca traianea, e delle thermae Decianae (prima metà del III secolo). Le terme di Caracalla, dalla clientela più bassa e volgare, sorsero sulle sue pendici verso la via Appia.
Fu la sede del tempio della Luna; per la sua posizione al di fuori dei limiti ufficiali della città l'Aventino fu spesso scelto per i luoghi di culto delle divinità straniere, a cominciare dal tempio di Diana, un santuario federale eretto da Servio Tullio. Accanto si trovava il tempio di Minerva. Vi ebbero anche sede i culti della principale divinità cittadina trasferiti a Roma dalle città conquistate e distrutte con il rito dell'evocatio (ossia il trasferimento a Roma della divinità protettrice della città sconfitta), come il tempio di Giunone Regina (da Veio) e quello di localizzazione incerta di Vertumno (da Volsinii, oggi Bolsena). Altri santuari erano quelli di Iuppiter Liber e della Libertas.
Sulle pendici verso il Circo Massimo fu costruito nel 495 a.C. un tempio di Mercurio e nel 493 a.C., ad opera del dittatore Aulo Postumio, in seguito al responso dei Libri sibillini, venne edificato il santuario dedicato a Cerere, Libero e Libera (corrispondenti a Demetra, Dioniso e Kore). Alle sue pendici, non lontano dalla Porta Trigemina, si trovava un altare dedicato al semi-dio Evandro.
Più tardi vi sono documentati santuari di divinità orientali, come quello dedicato a Giove Dolicheno, del 138; un Iseum (santuario della dea egiziana Iside Athenodoria) sorgeva in corrispondenza della attuale basilica di Santa Sabina e mitrei in corrispondenza delle chiese di Santa Prisca e di Santa Balbina (mitreo di Santa Prisca e mitreo di Santa Balbina). Sul Piccolo Aventino aveva sede il tempio della Bona Dea, detto anche della Bona Dea Subsaxana. La storia del titulus di Santa Prisca fa pensare a una precoce presenza cristiana nella zona.

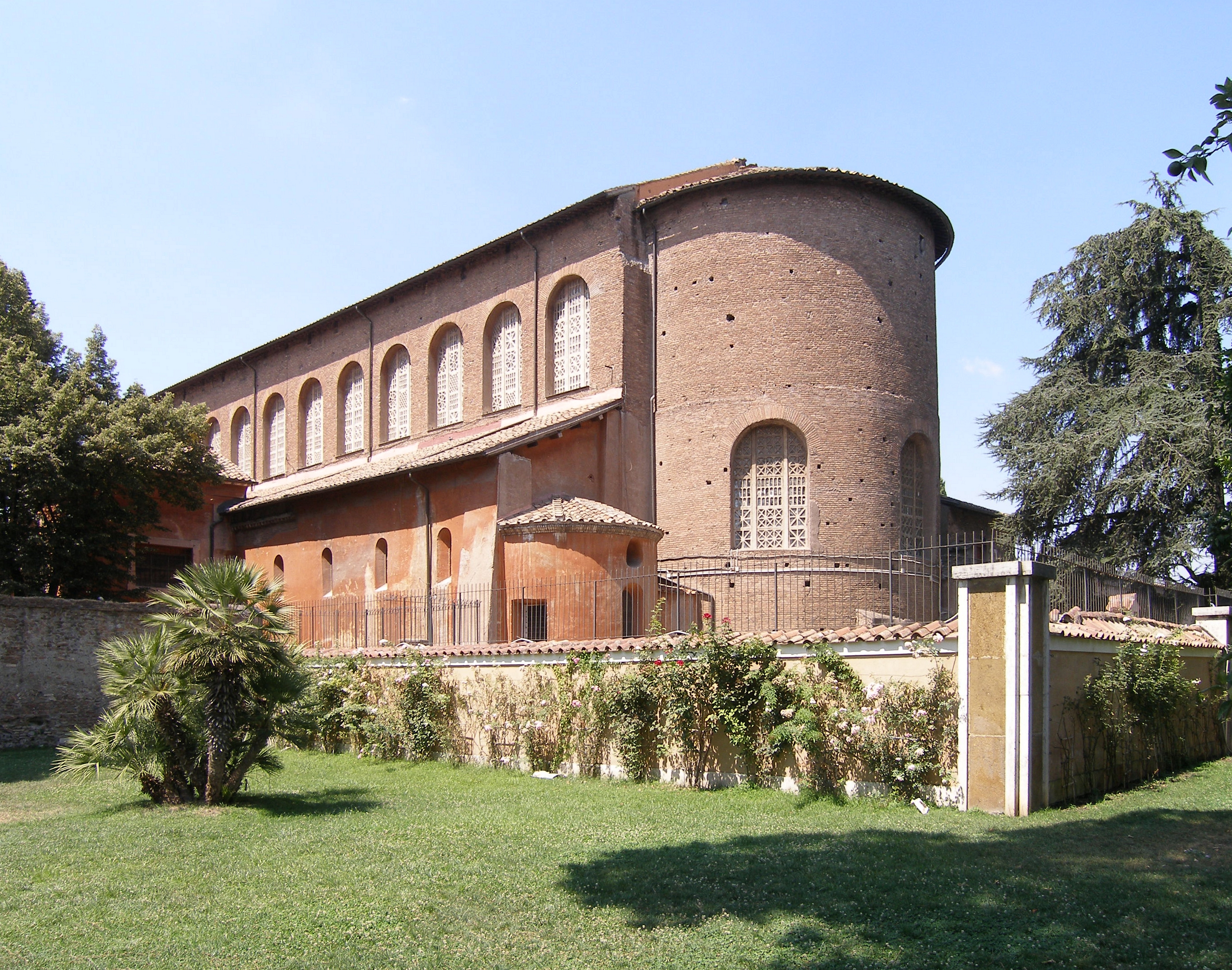
Basilica di Santa Sabina

Tra le molte domus del quartiere, oltre a quelle di rango imperiale già citate, altre sono state scavate sotto Santa Sabina e Santa Prisca. Nella zona detta "Piccolo Aventino" si conosce la Domus Cilonis, casa di Lucio Fabio Cilone, praefectus urbi nel 203 e console nel 204, che l'aveva ricevuta in dono da Settimio Severo e che è stata individuata sotto la chiesa di Santa Balbina. Nel 1958 sotto il villino della famiglia Bellezza (in Largo Arrigo VII, non distante dal mitreo di S.Prisca) fu rinvenuta una domus di epoca tardo repubblicana. La parte scavata della domus, detta talora anche "Picta" ed a 12 metri di profondità, è formata da due stanze (quella delle colonne ioniche e quella con gli affreschi in giallo) e da un criptoportico. Gli affreschi sono in genere del IV stile, i pavimenti, solitamente ben conservati, sono in genere su fondo di "cocciopesto". Tra le case demolite per far posto alle terme di Caracalla ce n'era una scavata nel 1858 sotto la vigna Guidi, che presentava numerosi ambienti ricchi di mosaici, pitture e sculture: durante un saggio successivo (1970) sono stati ritrovati i resti ben conservati e ricostruibili di un soffitto dipinto e si è riusciti a datare il complesso al 130-138 a.C.

## L'Aventino in epoca medioevale e moderna
Nel 537 fu il rifugio di papa Silverio, accusato da Giustiniano di tramare con i Goti di Vitige.

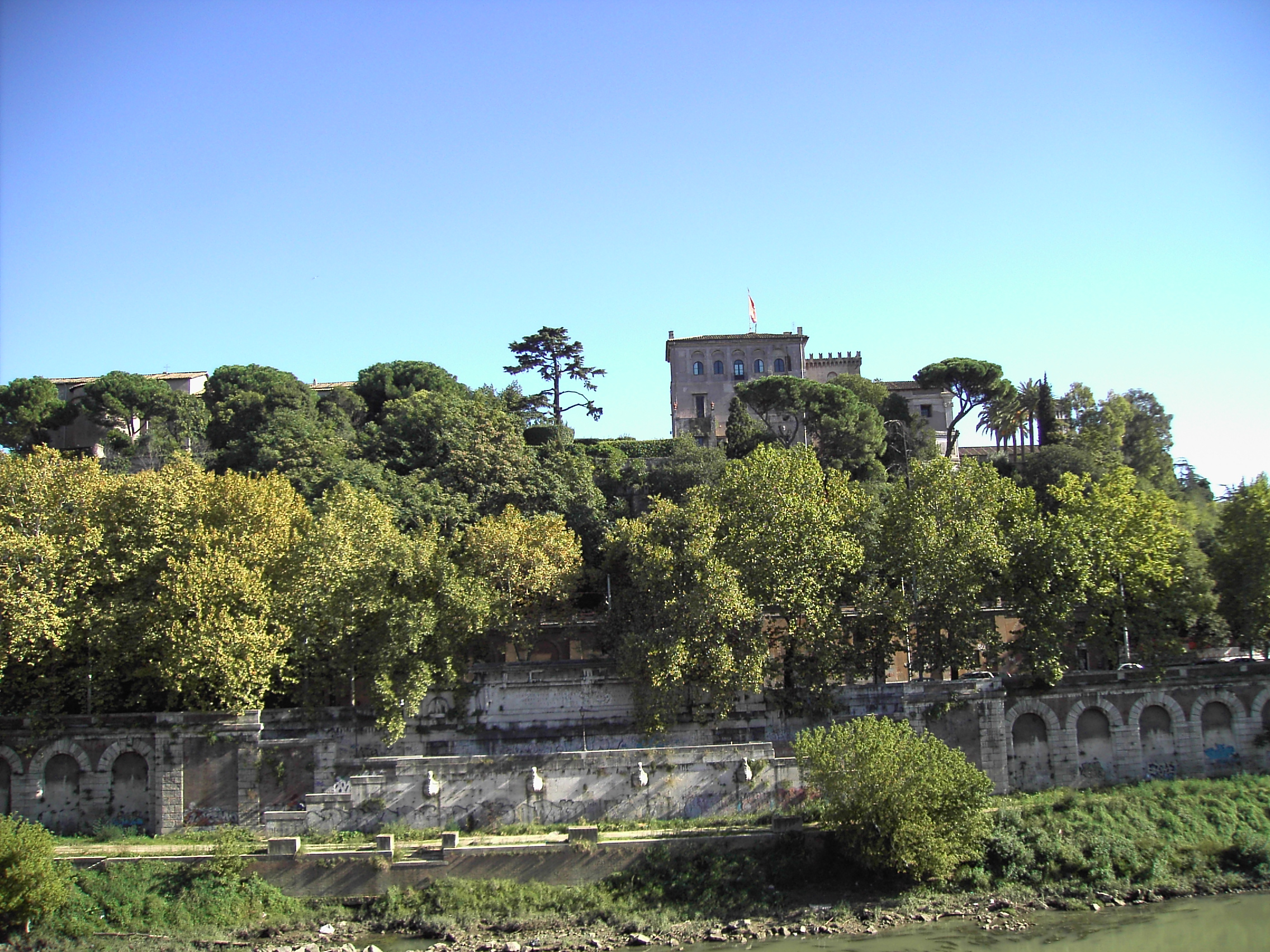
L'Aventino verso il Tevere, col palazzo dei Cavalieri di Malta

In epoca medioevale vi sorsero le chiese di Santa Sabina, dei Santi Bonifacio e Alessio, e di Santa Prisca. Sul "Piccolo Aventino" sorgono le chiese di San Saba e di Santa Balbina.
Dove ora è il Giardino degli Aranci sorgeva la fortezza della famiglia Savelli nella quale visse anche papa Onorio IV fatta costruire negli anni '80 del XIII secolo forse su una preesistente fortificazione dei Crescenzi risalente al X secolo.
Giovan Battista Piranesi vi sistemò nel 1765 la Piazza dei Cavalieri di Malta, che prende il nome dalla Villa del Priorato di Malta, sede del priorato dell'Ordine dei Cavalieri di Malta, trasformando inoltre la chiesa di Santa Maria del Priorato, adiacente al palazzo, dove egli stesso è sepolto.

## L'Aventino parlamentare del 1924
Si chiamò Aventino, con un richiamo alla storia romana, la secessione parlamentare che i deputati antifascisti attuarono dopo il rapimento di Giacomo Matteotti, ucciso da fascisti poco dopo aver denunciato alla Camera i brogli elettorali e le violenze delle squadre d'azione fasciste. I deputati, il 27 giugno 1924, riuniti nella Sala della Lupa di Montecitorio, decisero di abbandonare i lavori del parlamento e si rifiutarono di entrare in aula, fino a quando non fosse stata abolita la milizia fascista e ripristinata l'autorità della legge.

## L'Aventino in epoca contemporanea
La collina romana è ora una elegante zona residenziale con una vasta ricchezza di interesse architettonico.
Il lato a picco sul Tevere continua a far parte del rione storico di Ripa. Nel 1921 da Ripa fu scorporata la collina minore (il piccolo Aventino), destinata a edilizia popolare, creando il XXI rione, san Saba.